# Bülstringen
Bülstringen è un comune tedesco di 890 abitanti situato nel land della Sassonia-Anhalt.
Il 1º gennaio 2010 vi è stato aggregato il comune di Wieglitz.